# Nowy cmentarz żydowski w Rogoźnie
Nowy cmentarz żydowski w Rogoźnie – kirkut mieści się przy ul. Leśnej. Powstał najpewniej w XIX wieku. Jest nieogrodzony i zdewastowany. W czasie okupacji naziści używali macewy do brukowania ulic. Obecnie nie ma na nim nagrobków.